# Kooldert
De Kooldert is een buurtschap in de gemeente Maashorst. Het gebied is gedeeltelijk bebouwd met nieuwe woningen en wordt doorsneden door de Leijgraaf. De Peelrandbreuk maakt met zijn Wijstgronden deel uit van de streek.

## Eeuwsels (Kooldert)
Smalle percelen grasland, omzoomd door flinke houtwallen, met bomen als de els, wilg en es met daartussen struiken waaronder de vlier, Gelderse roos en braam, terwijl zich enkele klimplanten door de bomen slingeren zoals kamperfoelie, hop en bitterzoet; de tijd lijkt hier zo'n 150 jaar stilgestaan te hebben. De houtwallen op deze drassige breuklijn bieden een goed leefklimaat aan kruiden, zoals het speenkruid, en aan verschillende soorten varens. Er zijn intussen enkele poelen gegraven, om het amfibieënbestand weer op peil te brengen, daar dit door het dichtgroeien van de sloten (tussen weiland en houtwal) sterk teruggelopen was. Houtwallen zijn erg belangrijk als verbindingsroute tussen verschillende natuurgebiedjes, met name voor kleine zoogdieren, insecten (vlinders), en zangvogels. Er wordt hier een groot aantal broedvogels aangetroffen zoals eksters, kraaien en duiven boven in de bomen; heggenmus, merel, lijster en winterkoning in de struiken en de fazant op de grond en ten slotte holenbroeders, zoals steenuil, kool- en pimpelmees in de wilgen. Staatsbosbeheer, de eigenaar van dit gebied, heeft ervoor gezorgd dat men nu kan genieten van weilanden met de plantengroei, die varieert van paarden-, boter- en pinksterbloemen via de distels, de zuring en de brandnetel tot de verschillende grassoorten. De weilanden worden in de zomermaanden begraasd door jong vee. Het hout dat er vroeger bij het snoeien vrijkwam, werd gebruikt als geriefhout en brandhout. Ook nu worden er, deels door een vrijwilligersgroep van het IVN en de Vogelwacht, elk jaar stukken gesnoeid, wat noodzakelijk is voor het behoud van de houtwallen. Vanaf dit punt gaat er een fietsroute verder in de richting van het beekdal van de Leijgraaf, waar het overtollige water naartoe stroomt via sloten, die in regenrijke tijden meer op beken lijken. Behalve de bruine kleur van het water worden hier soms olieachtige plekken aangetroffen op het water. Het betreft hier een natuurlijk verschijnsel, veroorzaakt door een bacterie, die zich in het water bevindt.
Aan de rechte sloten en fietspaden is te zien dat men zich hier bevindt in een gebied dat door ruilverkaveling geheel opnieuw ingericht is. Hier heeft de kleinschaligheid plaats moeten maken voor grote percelen, waarbij de houtwallen veelal verdwenen zijn. Op sommige plaatsen langs fietspaden en sloten zijn houtwallen aangeplant met veel boomsoorten waaronder de eik, berk, els, hazelaar en vlier.
Hoofdplaats: Uden      

Dorpen: Odiliapeel · Reek · Schaijk · Volkel · Zeeland 

Buurtschappen: Bedaf · Biesthoek · Brand ·  Duifhuis (Uden) · Duifhuis (Zeeland) · Eikenheuvel · Gaal · Graspeel · Heikant · Hengstheuvel · Hoefkens · Hooge Heide · Hoogveld · Hultje · Kleuter · Kooldert · Kreitsberg · Lagenheuvel · Lankes · Loo · Maatsehei · Moleneind · 't Mun · Nabbegat · Niemeskant · Oosterens · Oventje · Rakt (deels) · Rusven · Schadron · Slabroek · Strepen · Trent · Velmolen · Vloet · Voederheil · Weeg · Witte Dellen · Zevenhuis
Noord-Brabant: Steden en dorpen      Nederland: Provincies · Gemeenten